# 不動王生霊返し
不動王生霊返し（ふどうおういきりょうがえし）は土佐国に伝わってきた陰陽道のいざなぎ流の呪詛返し。

## 概要
現代に伝わる呪詛返しでは最も有名なものの一つ。不動明王に祈念して、呪縛をかけられた際の防御を目的とする護身の呪文である。大日如来の五字真言（おん・あ・び・ら・うん・けん・そわか）も含まれる。

## 全文
もえんふどうみょうおう（不動明王）、かえんふどうおう（火炎不動王）、なみきりふどうおう（波切不動王）、おおやまふどうおう（大山不動王）、こんがらふどうおう（吟伽羅不動王）、きちじょうみょうふどうおう（吉祥妙不動王）、てんじくふどうおう（天竺不動王）、てんじくさかやまふどうおう（天竺逆山不動王）。
かやし（逆し）におこなうぞ。かやし（逆し）におこない（行い）おろせば（下ろせば）、むこう（向こう）はちばな（血花）にさかす（咲かす）ぞ。みじん（味塵）とやぶれ（破れ）や、そわか。 
もえゆけ、たえ（絶え）ゆけ、かれ（枯れ）ゆけ。いきりょう（生霊）、いぬがみ（狗神）、さるがみ（猿神）、すいかん（水官）、ながなわ（長縄）、とぶひ（飛火）、へんび（変火）。 
そのみ（身）のむなもと（胸元）、しほう（四方）さんざら、みじん（味塵）とみだれ（乱れ）や、そわか。 
むこう（向こう）はしるまい（知るまい）。こちらはしりとる（知り取る）。むこうはあおち（青血）、くろち（黒血）、あかち（赤血）、しんち（真血）をはけ（吐け）。あわ（泡）をはけ（吐け）。
そくざ（即座）みじん（味塵）に、まらべや。てんじく（天竺）ななだんこく（七段国）へおこなえば（行えば）、ななつ（七つ）のいし（石）をあつめて（集めて）、ななつ（七つ）のはか（墓）をつき、 ななつ（七つ）のいし（石）のそとば（外羽）をたて（建て）、ななつ（七つ）のいし（石）のじょうかぎ（錠鍵）おろして、みじん（味塵）、すいぞん、おん・あ・び・ら・うん・けん・そわかとおこなう。 
うちしき（打ち式）、かやししき（返し式）、まかだんごく、けいたんこく（計反国）と、ななつ（七つ）のじごく（地獄）へうち（打ち）おとす（落とす）。 
おん・あ・び・ら・うん・けん・そわか。